# Sara Nuru
 (février 2024).
Si vous disposez d'ouvrages ou d'articles de référence ou si vous connaissez des sites web de qualité traitant du thème abordé ici, merci de compléter l'article en donnant les références utiles à sa vérifiabilité et en les liant à la section « Notes et références ».

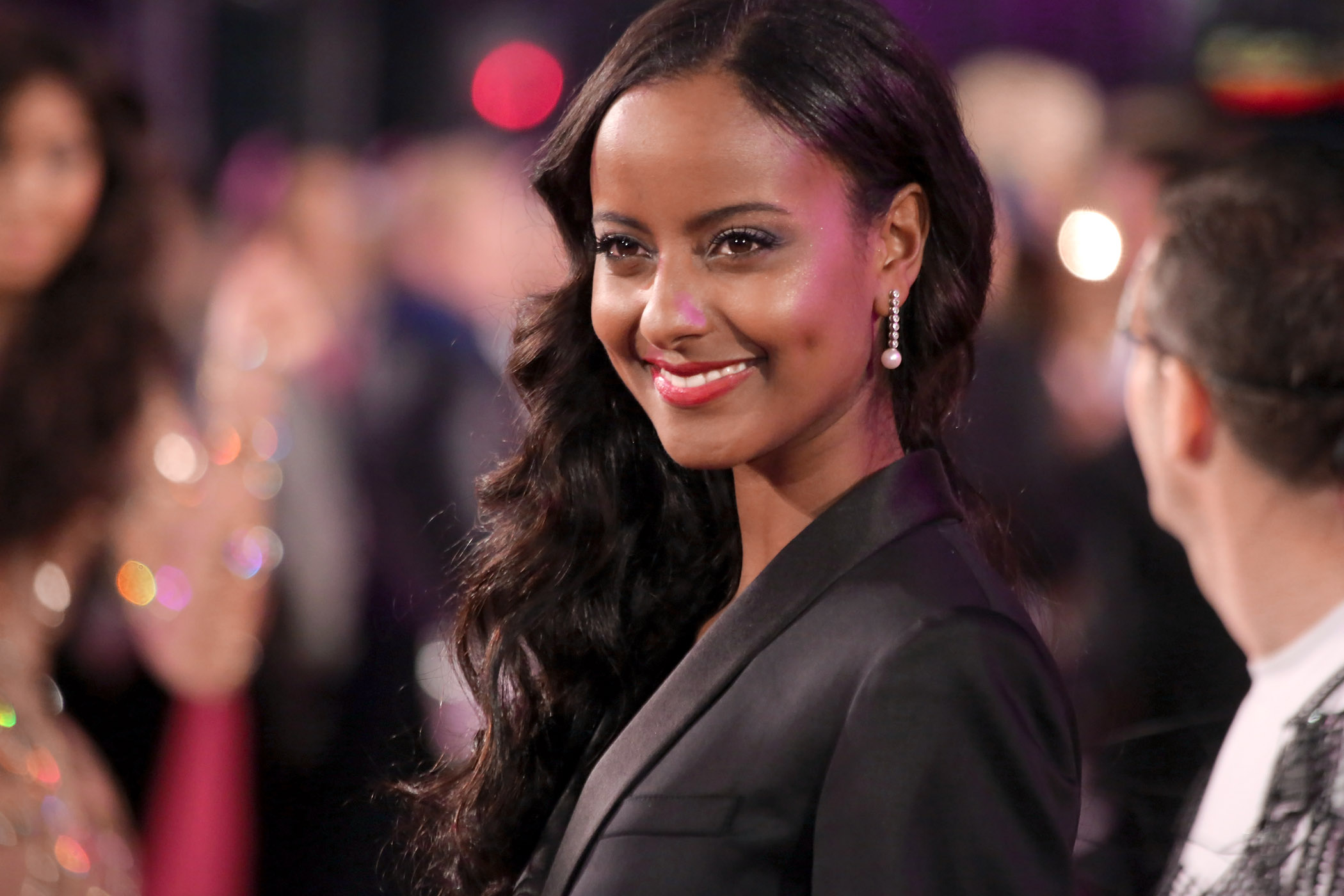
Sara Nuru en 2013.

Sara Nuru (née le 19 août 1989 à Erding) est une mannequin et entrepreneure allemande. Elle s'est fait connaître en gagnant la quatrième saison de l'émission de casting Germany's Next Topmodel, diffusée de février à mai 2009 sur la chaîne de télévision ProSieben. Depuis 2018, elle est ambassadrice du développement durable du ministère fédéral de la Coopération économique et du Développement.

## Biographie
Sara Nuru est le troisième enfant d'immigrants éthiopiens qui ont immigré dans le sud de l'Allemagne en 1986, s'étant installés à Grünbach (Bockhorn) près d'Erding. Sara Nuru a déclaré être le premier enfant de peau noire à y naître, en 1989. En 1999, la famille déménage à Munich. En plus de l'allemand, elle parle arabe, anglais et un peu amharique.
Nuru avait déjà acquis de l'expérience en tant que mannequin avant de participer au Next Top Model allemand. À l'âge de 15 ans, elle est approchée par un photographe alors qu'elle se trouve dans une zone piétonne, et s'ensuivent des séances photos.
En 2008, elle a commencé à participer à des défilés de mode pour des amis étudiants en design de mode et est apparue sur un podium à Dresde, entre autres, aux côtés de la gagnante de l'année dernière, Jennifer Hof[réf. nécessaire].
En 2023, elle épouse l'entrepreneur médias suisse Michael Wanner (CH Media) et devient mère d'un enfant.

## Germany's Next Topmodel
Sara Nuru a été convaincue par son petit ami d'assister au casting du Germany's Next Topmodel à Munich. Nuru faisait alors partie des 30 candidats sélectionnés, dont le nombre a été réduit à trois finalistes lors des 14 émissions suivantes. Au cours de l'émission télévisée hebdomadaire, qui a emmené les participants à New York, Los Angeles, Las Vegas, Honolulu et Singapour, entre autres endroits, elle a assuré des campagnes publicitaires avec Gillette. Elle participe aux 14 émissions et remporte la finale.
La finale de la quatrième saison s'est déroulée le 21 mai 2009 à la Lanxess Arena de Cologne, sous forme de spectacle en direct devant 15 000 invités, et le jury était composé de la présentatrice Heidi Klum, de l'agent mannequin Peyman Amin et de l'agent de casting Rolf Scheider. Elle a relégué l'étudiante de 18 ans Mandy Bork de Witten et la mannequin de 20 ans Marie Nasemann de Gauting aux deuxième et troisième places. Sara Nuru, alors jeune femme de 19 ans, apparaît sur la couverture du numéro d'août du magazine lifestyle germanophone Cosmopolitan, et était le visage des nouvelles campagnes de l'entreprise de vêtements C&A basée à Düsseldorf et de la société de cosmétiques Maybelline Jade : les publicités lui ont rapporté 200 000 euros.

## Autres activités
À partir de 2009, Nuru a participé à des défilés à Londres, Milan et New York ainsi qu'à la Fashion Week de Berlin. Les créateurs et marques de mode pour lesquels elle travaille incluent Laurèl, Guido Maria Kretschmer, Gant, Cesar Galindo NY, Custo Barcelona et Roberto Cavalli. Elle a figuré dans des campagnes publicitaires, pour Reebok, C&A, Dallmayr, Lufthansa, Maybelline Jade et Lascana. Pour le Life Ball 2013, Sara Nuru s'est glissée dans le costume de Shéhérazade. Dans le cadre du show diffusé dans le monde entier, elle a défilé pour le défilé couture de Roberto Cavalli.
En plus de son travail de mannequin, Nuru officie souvent en tant que présentatrice. Elle a couvert en direct le tapis rouge des Oscars et deux finales allemandes du Next Top Model et est engagée comme présentatrice pour des événements et des galas.
Avec Uwe Krist, Nuru a voyagé dans les métropoles européennes et a présenté des conseils de voyage et des événements culturels dans le magazine REISEfieber sur l'émission télévisée de Sat.1. Elle a également une expérience d'actrice. Elle a joué un rôle de soutien dans la comédie allemande Otto's Eleven et fait une apparition dans la série télévisée Die Dreisten Drei. À l'automne 2011, elle a été vue dans la campagne d'image Say's en allemand aux côtés du présentateur de RTL Nazan Eckes et du boxeur Wladimir Klitschko.

## Engagements sociaux et volontaires
Elle s'implique auprès de la Fondation People for People de Karlheinz Böhm en tant qu'ambassadrice de la campagne Génération ABC-2015.
En 2016, Nuru a fondé la société nuruCoffee avec sa sœur Sali. L'entreprise vend du café éthiopien équitable et, à travers son association nuruWomen, soutient les femmes éthiopiennes avec des microcrédits pour les aider à démarrer un modèle commercial.
Selon Nuru, elle a fait l'expérience d'un changement de priorités dans sa vie lors d'un test pour une chaîne de télévision privée : on lui a demandé de juger une glace de luxe décorée de feuilles d'or et vendue au prix de 1 000 dollars.
Depuis 2018, Nuru est ambassadeur du développement durable du ministère fédéral de la Coopération économique et du Développement. En septembre 2022, elle et sa sœur, Sali Nuru, ont reçu le prix spécial de la Fondation Karl Kübel pour le cinquantième anniversaire de la Fondation (le prix Karl Kübel 2022 étant décerné à Muhammad Yunus, prix Nobel de la paix).